# Brevetti di Tesla

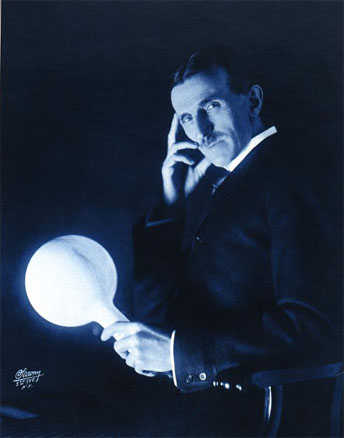
Nikola Tesla con una sua invenzione, una lampadina senza fili accesa da un campo elettrico che la circonda.

Lo scienziato serbo Nikola Tesla (1856–1943) fu un inventore, ottenendo nella sua vita circa 300 brevetti. In questa voce è raccolta una lista parziale dei brevetti di Tesla, (vedi paragrafo Anomalie).
Si contano almeno 278 brevetti noti, distribuiti su 25 paesi. La maggioranza di essi è stata registrata negli Stati Uniti, in Gran Bretagna e Canada, ma altri furono attribuiti in Paesi diversi. Va poi notato che molte invenzioni non furono brevettate. I brevetti di Tesla possono essere consultati online sul sito di Esp@cenet.

## Introduzione

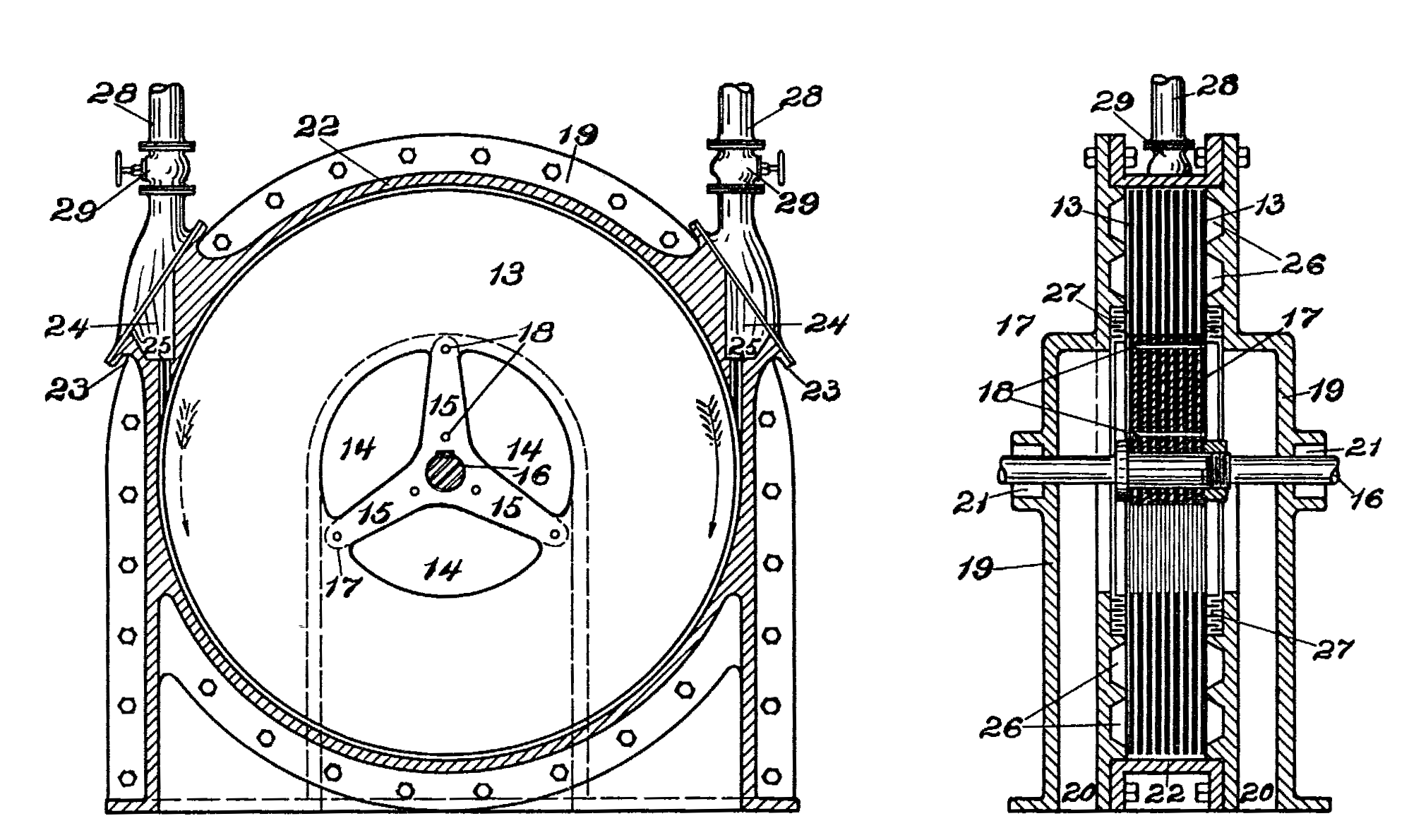
La turbina "senza pale", il centesimo brevetto americano.

Tra le invenzioni di Tesla possiamo trovare 
- il motore a corrente alternata,
- la bobina a doppia spira,
- diversi strumenti che utilizzano campi magnetici rotanti,
- un sistema di distribuzione di potenza a corrente alternata polifase,
- strumenti fondamentali di sistemi per la comunicazione senza fili (antecedenti all'invenzione della radio),
- oscillatori a radiofrequenza,
- apparecchi per l'amplificazione di onde stazionarie,
- porte logiche per comunicazioni sicure in radiofrequenza,
- apparecchi a raggi X, apparati per la generazione di ozono,[3]
- strumenti per gas ionizzati,
- apparecchi per l'emissione di grandi campi magnetici e raggi di particelle cariche,
- metodi per procurare livelli estremamente bassi di resistenza al passaggio di corrente elettrica,[4]
- mezzi per incrementare l'intensità di oscillazioni elettriche, circuiti di amplificazione di tensione,
- apparecchi per scariche ad alto tensione, per protezione da illuminazione,
- una turbina senza pale,
- aerei a decollo verticale (VTOL) e
- alcune idee riguardanti la robotica.
- battello radiocomandato
- radio (four tuned circuits)

## Brevetti statunitensi
- numero brevetto – nome - note

1 (EN)  US0334,823, United States Patent and Trademark Office, Stati Uniti d'America. pdf- Commutatore per macchina elettrica a dinamo - 26 gennaio 1886 - Elementi per prevenire scintille su macchine elettriche a dinamo; forma di tamburo con spazzole.
2 (EN)  US0350,954, United States Patent and Trademark Office, Stati Uniti d'America. - Regolatore per macchine elettriche a dinamo – 19 ottobre 1886 – Regolazione automatica di livelli di energia; apparecchio meccanico per far scivolare le spazzole.
3 (EN)  US0335,786, United States Patent and Trademark Office, Stati Uniti d'America. - Lampada ad arco elettrico - 9 febbraio 1886 - Lampada ad arco con elettrodi di carbonio controllate da elettromagneti o solenoidi e un meccanismo a frizione; corregge i primi difetti di progetto comuni alle industrie.
4 (EN)  US0335,787, United States Patent and Trademark Office, Stati Uniti d'America. - Lampada ad arco elettrico – 9 febbraio 1886 - Lampada ad arco con interruttore di chiusura automatica quando l'arco si comporta in modo anormale, riattivazione automatica.
5 (EN)  US0336,961, United States Patent and Trademark Office, Stati Uniti d'America.- Regolatore per macchine elettriche a dinamo - 2 marzo 1886 - Due spazzole principali a terminali a bobine ad elica; connessione con ramo di deviazione di punto intermedio per una terza spazzola.
6 (EN)  US0336,962, United States Patent and Trademark Office, Stati Uniti d'America.- Regolatore per macchine elettriche a dinamo – 2 marzo 1886 – Spazzole ausiliari devianti una parte di tutta una bobina ad elica; regolazione del flusso di energia, livello di corrente regolabile.
7 (EN)  US0359,748, United States Patent and Trademark Office, Stati Uniti d'America. - Macchina elettrica a dinamo – 22 marzo 1887 – Migliora la costruzione, facilita una più semplice costruzione (sic), riduce costi, armatura magnetica, motore sincrono a corrente alternata.

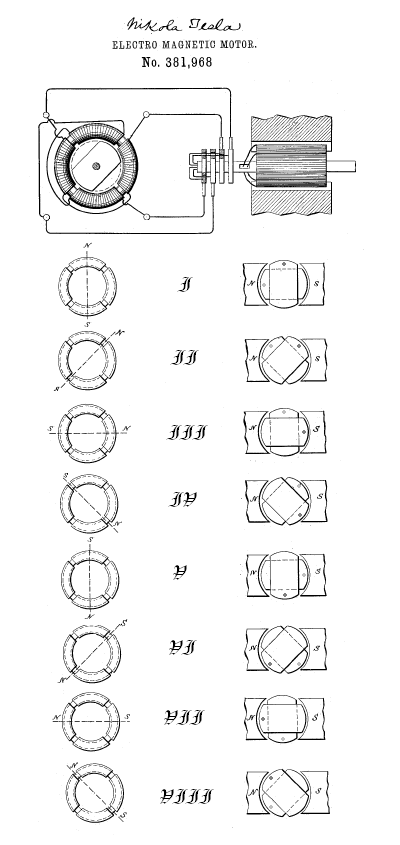
381,968 - Motore elettromagnetico

8 (EN)  US0381,968, United States Patent and Trademark Office, Stati Uniti d'America. - Motore elettromagnetico – 1º maggio 1888 – Modo e piano d'operazione di un motore elettrico da scivolamento progressivo, campo da magnete, armatura, conversione elettrica, economico, trasmissione d'energia, semplice costruzione, più facile costruzione, principi del campo magnetico rotante.
9 (EN)  US0381,969, United States Patent and Trademark Office, Stati Uniti d'America. - Motore elettromagnetico – 1º maggio 1888 – Nuova forma e modo operativo, bobine che formano circuiti energizzanti indipendenti, connesso ad un generatore a corrente alternata, motore sincrono.
10 (EN)  US0381,970, United States Patent and Trademark Office, Stati Uniti d'America. - Sistema di distribuzione elettrica - 1º maggio 1888 – Corrente da una singola fonte di alimentazione nel circuito principale o trasmittente da un apparato ad induzione, circuiti indipendenti, distributore elettrico, sistema di distribuzione elettrica.
11 (EN)  US0382,279, United States Patent and Trademark Office, Stati Uniti d'America. - Motore elettromagnetico – 1º maggio 1888 – La rotazione è prodotta e mantenuta da attrazione diretta, utilizza poli che scivolano, motore ad induzione magnetica.
12 (EN)  US0382,280, United States Patent and Trademark Office, Stati Uniti d'America. - Trasmissione elettrica di potenza - 1º maggio 1888 – Nuovo metodo o modo di trasmissione, conversione per motore a dinamo con due circuiti indipendenti per trasmissioni a lunga distanza, trasmissione a corrente alternata, include un commutatore, economico, efficiente.
13 (EN)  US0382,281, United States Patent and Trademark Office, Stati Uniti d'America. - Trasmissione elettrica di potenza - 1º maggio 1888 – Migliorie in motori elettromagnetici e modi e metodi d'operazione, il motore è avvolto con spire indipendenti sull'armatura, l'armatura è montata per ruotare fra due differenti poli, l'armatura evidentemente si sincronizzerà con quella del generatore, spire avvolgenti e bobine sui campi dei magneti, esposizione a corrente continua per mantenere un campo permanente.
14 (EN)  US0382,282, United States Patent and Trademark Office, Stati Uniti d'America.- Metodo di conversione e distribuzione di Correnti Elettriche - 1º maggio 1888 – Legato a sistemi di distribuzione elettrica, la corrente proviene da una singola fonte principale o eventuale circuito trasmittente, induzione in un circuito indipendente, divisione della corrente da una fonte singola, trasformazione, scoperta di un metodo per evitare precedenti e pericolosi metodi, vera induzione dinamica.
15 (EN)  US0382,845, United States Patent and Trademark Office, Stati Uniti d'America.- Commutatore per macchine elettriche a dinamo - 15 maggio 1888 - Relativo a macchine o motori a dinamo elettriche, migliorie negli strumenti per accumulare o trasmettere correnti, evita la distruzione e logorio di macchine, evita regolazioni a causa di distruzioni e logorii, abilita la costruzione pratica di macchine o motori a dinamo elettriche molto grandi con il minor numero di segmenti di comunicazione, incrementa salvezza e sicurezza.
16 (EN)  US0390,413, United States Patent and Trademark Office, Stati Uniti d'America. - Sistema di distribuzione elettrica - 2 ottobre 1888 – relativo a precedenti sistemi di distribuzione elettrica scoperti dal dottor Tesla, esempi di sistemi in operazione con motori o convertitori, o entrambi in parallelo, esempi di sistemi in parallelo, esempi di sistemi in serie.
17 (EN)  US0390,414, United States Patent and Trademark Office, Stati Uniti d'America. - Macchina a Dinamo Elettrica – 2 ottobre 1888 – Relativo a brevetti del dr. Tesla e Charles F. Peck numeri US381968 e US382280; ordinarie forme di sistema di correnti alternate o continue possono essere adattate al sistema di Tesla, con leggeri cambiamenti al sistema, effettua la propria forma, sono presentate solo le migliori soluzioni pratiche alle tre più comuni forme dell'apparecchiatura applicabili, sono illustrati i circuiti continui (o chiusi) delle macchine, macchine che possiedono armature con bobine connesse diametralmente (conosciuti come 'circuiti aperti'), macchine con spire d'armatura di cui hanno un giunto comune.
18 (EN)  US0390,415, United States Patent and Trademark Office, Stati Uniti d'America. - Macchina o motore a Dinamo Elettrica - 2 ottobre 1888 – Migliorie nella costruzione di dinamo o macchine magneto-elettriche, nuova forma della struttura campi da magneti che rendono le macchine più robuste e compatte nella struttura., richiede meno parti, meno difficoltà nella costruzione, basse spese, utili per macchine a correnti alternate e continue.
19 (EN)  US0390,721, United States Patent and Trademark Office, Stati Uniti d'America. - Macchina a Dinamo Elettrica - 9 ottobre 1888 – Relativa principalmente alla macchina a corrente alternata inventata da Tesla, ai brevetti numero US381968 e US382280, cerca di evitare attriti meccanici di macchine che girano ad alte frequenze, efficiente a basse velocità, producenti poli magnetici rotanti in un elemento della macchina e guida gli altri ad una velocità differente.
20 (EN)  US0390,820, United States Patent and Trademark Office, Stati Uniti d'America. - Regolatore per motori a correnti alternate – 9 ottobre 1888 – Miglioramenti nella trasmissione elettrica, mezzi per regolare la potenza del motore o motori, usato primariamente con sistema di motori multipli (o sistemi con motori e trasformatori) che hanno circuiti indipendenti energizzanti per metter su poli magnetici progressivi o scivolanti (p.e. campi magnetici rotanti), controlla la velocità del motore.
21 (EN)  US0396,121, United States Patent and Trademark Office, Stati Uniti d'America. - Motore termomagnetico - 15 gennaio 1889 - Conoscenza generale che il calore applicato ad un corpo magnetico diminuisce la sua capacità magnetica (nota: Punto di Curie); temperature sufficientemente alte da distruggere il campo magnetico; potere meccanico da un'azione alternativa ottenuta dall'azione unita di calore, magnetismo ed una molla o peso (o altra forza). In questo brevetto, l'applicazione di calore ad un corpo magnetizzato da induzione o dall'azione del calore finché il magnetismo è neutralizzato per permettere ad un peso o una molla di dare azione e diminuire l'azione del calore per ripristinare l'effetto magnetico per muovere il corpo nella direzione opposta.
22 (EN)  US0401,520, United States Patent and Trademark Office, Stati Uniti d'America. - Metodo per azionare motori elettromagnetici - 16 aprile 1889 - Miglioramenti ad esempi precedenti di motori sincroni; esempi precedenti di motori sincroni non avviati da generatori di corrente alternata; nuova scoperta del semplice metodo o piano di azionare tali motori. Non richiede altra apparecchiatura altro che il motore stesso: conversione da un motore di circuito doppio e che si avvierà sotto l'azione di una corrente alternata in un motore sincronizzante; definizione di motore sincrono.
23 (EN)  US0405,858, United States Patent and Trademark Office, Stati Uniti d'America. - Motore elettromagnetico - 25 giugno 1889 - Il momento, invece di essere il risultato della differenza nei periodi magnetici o fasi dei poli o alle parti attraenti a qualsiasi altra cosa, è prodotto dallo spostamento angolare delle parti che, sebbene mobili una rispetto all'altra, sono magnetizzate simultaneamente, almeno approssimativamente, dalle stesse correnti; importanza per l'armatura e le laminazioni di campo del nucleo magnetico per le maggiori attrazioni magnetiche; migliori mezzi per realizzare questi risultati.
24 (EN)  US0405,859, United States Patent and Trademark Office, Stati Uniti d'America. - Metodo di trasmissione di potenza elettrica - 25 giugno 1889 - Metodo nuovo ed utile per accelerare il motore ad una velocità desiderata. Geometrie di macchine in corrente alternata, opportunamente collegate a generatori di corrente alternata, possono essere fatte girare come motore sincrono. Come prima, la corrente alternata non l'avvia; costruisce un generatore con due bobine o set di bobine e li connette con un motore di bobine corrispondenti o set di bobine; per mezzo di due cavi di linea, il motore e generatore in questo modo; riferito al US 390413 (per mezzi di avvio); opera come un singolo circuito che sincronizza il sistema.
25 (EN)  US0406,968, United States Patent and Trademark Office, Stati Uniti d'America. - Macchina elettrica a dinamo - 16 luglio 1889 - in relazione a classi di macchine assegnate come a una macchina "unipolare" (p.e., un disco o conduttore cilindrico è montato in mezzo poli magnetici adattato per produrre un'uniforme campo magnetico); Costruzione di una macchina con due campi, ognuno che ha un conduttore rotante montato tra i suoi poli; Discussione soprattutto sulla forma del disco. La direzione del magnetismo od ordine dei poli in un campo di forza è opposta a quella dell'altro, così la rotazione del disco nella stessa direzione forma un campo dal centro alla circonferenza ed un'altra dalla circonferenza al centro. Contatti applicati alle aste formano terminali di un circuito per produrre una somma di forze elettromotiva dei due dischi; Se la direzione dei campi è la stessa, guidando i dischi nella direzione opposta si otterranno gli stessi risultati.
26 (EN)  US0413,353, United States Patent and Trademark Office, Stati Uniti d'America. - Metodo per ottenere corrente continua da correnti alternate - 22 ottobre 1889 - Discussa la superiorità delle correnti alternate. Delinea macchine per convertire correnti alternate (o continue) per dirigere correnti verso uno o più punti voluti; ottiene correnti continue da correnti alternate; attiva resistenze ad un opposto carattere elettrico, da cui le correnti o onde di correnti di tipo opposto saranno deviate attraverso circuiti diversi.
27 (EN)  US0416,191, United States Patent and Trademark Office, Stati Uniti d'America. - Motore elettromagnetico - 3 dicembre 1889 - motore ad induzione con due o più circuiti stimolanti; correnti alternate di fasi differenti, con il loro passaggio, producono rotazione o movimento del motore; il modo più semplice consta di due circuiti; il modo alternato consiste in una linea che divide la corrente alternata nel circuito a motore ed effettua un ritardo artificiale in uno del circuito di diramazioni (come da una capacità di induzione diversa).
28 (EN)  US0416,192, United States Patent and Trademark Office, Stati Uniti d'America. - Metodo per azionare motori elettromagnetici - 3 dicembre 1889 - Relativo ad US401520; miglioramenti alternativi ai motori sincroni; momento ed azioni sincrone nei motori; circuito di campo diverso di induzione differente; spire e deviazioni; aumento della tendenza alla sincronizzazione.
29 (EN)  US0416,193, United States Patent and Trademark Office, Stati Uniti d'America. - Motore elettromagnetico - 3 dicembre 1889 - operazione di motore a induzione con due o più spire, che assicurano differenze di fase differenti; la fase è proporzionale all'induzione ed è inversa alla resistenza incontrata dalla corrente; un circuito (il circuito induttore) dovrebbe avere induzione alta e resistenza bassa (insieme a possedere la maggiore lunghezza o numero di spire) e l'opposto nell'altro circuito (avente pochi giri di filo migliore o filo dalla più alta resistenza); le "quantità magnetiche" dei poli dovrebbero essere approssimativamente uguali; nuclei di autoinduzione sono molto più lunghi.
30 (EN)  US0416,194, United States Patent and Trademark Office, Stati Uniti d'America. - Motore elettrico - 3 dicembre 1889 - Disegni includono il motore visto in molte delle fotografie di Tesla; classico motore elettro-magnetico a corrente alternata; operazione di motore a induzione; Campo ed armatura di forze uguali o qualità magnetica; campo e centri di armatura di quantità uguali; Bobine che contengono quantità uguali di rame.
31 (EN)  US0416,195, United States Patent and Trademark Office, Stati Uniti d'America. - Motore elettromagnetico - 3 dicembre 1889 - operatività del motore a induzione avente due o più spire; Fasi differenti; Condizioni strutturali ed operative; condizioni di operazione dell'armatura e obbedienza al circuito energizzante e statore; Costruzione e principi di organizzazione
32 (EN)  US0417,794, United States Patent and Trademark Office, Stati Uniti d'America. - Armatura per Macchine Elettriche - 1889 24 dicembre - principi di Costruzione dell'armatura per generatori elettrici e motori; Semplice ed economico; Bobine di cavo (o nastro) isolato conducente può essere avvolto o può essere formato in rocchetti; Posizione dei rocchetti che seguono le spire; Armatura ha proiezioni polari e massima esposizione di superficie del nucleo al campo dei poli magnetici; Riferito agli altri brevetti di applicazioni numero US327797, US292077, GB9013.
33 (EN)  US0418,248, United States Patent and Trademark Office, Stati Uniti d'America. - Motore Elettromagnetico - 1889 31 dicembre - generatore elettrico; lavoro di un'apparecchiatura di raffreddamento artificiale; Includendo la fonte di calore e quella porzione del circuito magnetico messa in mostra al calore ed artificialmente raffreddando la detta parte riscaldata; Combinazione di una fonte inclusa di calore applicata ad una porzione di detto centro; Centro magnetizzato o corpo ed un conduttore all'interno del campo di forza; Apparecchiatura di raffreddamento artificiale per ridurre di lì la temperatura della porzione riscaldata; mezzi per portare un gas di raffreddamento o fluido in contatto con la porzione riscaldata del centro, e mezzi per controllare l'immissione dello stesso gas; combinazione e avvolgimento di bobine coinvolte ed un collegamento con una caldaia per ammettere vapore nei canali, come esposto; nucleo magnetizzato che contiene passaggi o canali; mezzi per applicare calore ad una porzione del nucleo.
34 (EN)  US0424,036, United States Patent and Trademark Office, Stati Uniti d'America. - Motore Elettro-magnetico - 1890 25 marzo - Cita poi lingua comune dei suoi motori assegnata come motori del "ritardo magnetico"; Un'altra forma del motore di induzione con due o circuiti più energizzanti con differenze di fase differenti passate per produrre rotazione od operazione del motore; Magnetismo rallenta parti elettriche di effetti energizzanti; Manifesta questi effettuano simultaneamente e non successivamente; Riferito ad US405858; momento è prodotto allo spostamento angolare di parti; Migliori mezzi per realizzare questi risultati; preferisce l'uso di correnti alternate.
35 (EN)  US0428,057, United States Patent and Trademark Office, Stati Uniti d'America. - Generatore Elettrico Piromagnetico – 1890 13 maggio - Generatore elettrico; impiego di un'apparecchiatura di raffreddamento artificiale; includente la fonte di calore e quella porzione del circuito magnetico esposta al calore e raffreddata artificialmente la detta parte riscaldata; Combinazione di una fonte inclusa di calore applicata ad una porzione di detto nucleo; nucleo magnetizzato o corpo ed un conduttore all'interno del campo di forza; Apparecchiatura di raffreddamento artificiale per ridurre la temperatura della porzione riscaldata; mezzi per portare un gas di raffreddamento o fluido in contatto con la porzione riscaldata del nucleo, e mezzi per controllare l'immissione dello stesso; la combinazione e bobine avvolte attorno ed un collegamento con una caldaia per immettere vapore nei canali, come esposto; nucleo magnetizzato che contiene passaggi o canali; mezzi per applicare calore ad una porzione del nucleo.
36 (EN)  US0433,700, United States Patent and Trademark Office, Stati Uniti d'America. - Motore Elettromagnetico a corrente alternata – 1890 5 agosto - La rotazione di un motore elettromagnetico è prodotta dai movimenti magnetici o il massimo degli effetti magnetici del polo (o punto) dalle azioni congiunte (o i due circuiti stimolanti) attraverso cui le correnti alternate (o correnti simili rapidamente-varianti) passano attraverso; Multipli magneti sono motorizzati da correnti artificiali; Inverte la forza di magnetismo sullo statore per migliore la rotazione; Crea fasi multiple attraverso un circuito da una fonte di potenza
37 (EN)  US0433,701, United States Patent and Trademark Office, Stati Uniti d'America. - Motore a corrente alternata – 1890 5 agosto- Due set di pezzi di campo-polo alimentati indipendentemente dalla stessa fonte; Deviazioni di ferro magnetiche chiuse o ponti in set o serie.
38 (EN)  US0433,702, United States Patent and Trademark Office, Stati Uniti d'America. - Trasformatore elettrico o Apparecchiatura d'Induzione – 1890 5 agosto- Nucleo magnetico principale e bobine primarie e secondarie frammesse da uno scudo magnetico o protezione tra le bobine o attorno ad una delle bobine; le bobine possono essere avvolte su o possono essere costruite attorno allo scudo magnetico; Adattato ad o capace di essere magneticamente reso saturo da una forza corrente e predeterminata sotto il massimo nel primario.
39 (EN)  US0433,703, United States Patent and Trademark Office, Stati Uniti d'America. - Motore Elettromagnetico – 1890 5 agosto - Descrive la combinazione, in un motore di corrente alternata di una bobina che stimola ed un nucleo composte di due parti (uno essendo protetto dalla magnetizzazione dell'altro messo tra esso e la bobina); Un'armatura che ruota è mossa da campi indotti; Alternativamente, un campo magnetico composto di una bobina e un nucleo (con due sezioni in prossimità della bobina ed una sezione interna tra lo stesso); Anche, un campo magnetico ognuno composto di bobina e nucleo (con due sezioni in prossimità della bobina ed una sezione interna tra lo stesso).
40 (EN)  US0445,207, United States Patent and Trademark Office, Stati Uniti d'America. - Motore Elettromagnetico - 1891 27 gennaio - Descrive la combinazione, in un motore di un circuito primario che stimola (collegato ad un generatore) ed un circuito secondario in relazione induttiva al primario; Ogni circuito ha una caratteristica elettrica diversa, resistenza, capacità di induzione, o numero e tipo di spire.
41 (EN)  US0447,920, United States Patent and Trademark Office, Stati Uniti d'America. - Metodo per azionare lampade ad arco – 1891 10 marzo - Diminuisce o rende il suono impercettibile emesso da lampade ad arco che sono accese (o alimentate) con correnti alternate aumentando la frequenza delle alternazioni (o pulsazioni) sopra il livello uditivo.
42 (EN)  US0447,921, United States Patent and Trademark Office, Stati Uniti d'America. - Generatore di corrente elettrica alternata – 1891 10 marzo - Un generatore che produce 15000 o più pulsazioni al secondo.

454622 - Sistema di illuminazione elettrica: apparato concepito allo scopo di convertire e alimentare energia elettrica in una forma ottimale per la produzione di certi nuovi fenomeni elettrici; usato più tardi come un pratico alimentatore elettrico a Radio Frequenza.

43 (EN)  US0454,622, United States Patent and Trademark Office, Stati Uniti d'America. - Sistema di illuminazione elettrica – 1891 23 giugno - Apparato concepito allo scopo di convertire e alimentare energia elettrica in una forma ottimale per la produzione di certi nuovi fenomeni elettrici, che richiede correnti di frequenze più alte e potenziali. Include un condensatore che immagazzina energia e un meccanismo a scarica sulla parte primaria di un trasformatore a radio frequenza. Questo è il primo dispositivo in assoluto (al mondo, ndt) di un pratico alimentatore a frequenze radio capace di eccitare un'antenna per emettere potenti radiazioni elettromagnetiche.
44 (EN)  US0455,067, United States Patent and Trademark Office, Stati Uniti d'America. - Motore Elettromagnetico - 30 giugno 1891 - Motore a corrente alternata, con magneti di campo e circuito energizzante ad armatura-circuito ed un nucleo adattati per essere stimolati da correnti indotte nel suo circuito dalle correnti nel circuito di campo; condensatore connesso con o facendo un ponte sull'armatura-circuito (p.e., l'elemento che ruota del motore); stimolante circuito formato da bobine lì avvolte in relazioni induttive e diverse al campo e congiunte in serie continua o chiusa; combinazione di un condensatore, le cui piastre sono connesse, rispettivamente, ai congiungimenti dei circuiti o bobine.
45 (EN)  US0455,068, United States Patent and Trademark Office, Stati Uniti d'America. - Metro elettrico – 1891 30 giugno - Metodo per calcolare l'ammontare di energia elettrica impiegata in un dato momento in un circuito elettrico; Opera mantenendo dalla corrente una differenza di potenziale tra due conduttori in una soluzione di elettrolita (o cella) uniforme in tutta l'estensione intera di tali conduttori esposti alla soluzione; Misurazione della variazione della resistenza in uno o ambo i conduttori dovuta al guadagno o perdita di metallo da elettro-deposizione; la cella elettrolitica e conduttori che passano attraverso la cella e collegato in serie con un'apparecchiatura che trasferisce; Uno o più resistenze connesse coi conduttori e cella per stabilire una differenza potenziale tra i due conduttori attraverso la soluzione della cella; Cella tubolare contenente soluzione elettrolitica e chiuso ad ogni terminale.
46 (EN)  US0455,069, United States Patent and Trademark Office, Stati Uniti d'America. - Lampada Incandescente ed elettrica – 1891 30 giugno - Lampada incandescente che consiste di due conduttori refrattari isolati contenuti in vuoto non eccessivo ed adattato per produrre luce ad incandescenza; Globo o ricevitore svuotato al punto non da far emettere scariche con due corpi isolati montati (o fili di metallo) di materiale che conduce refrattario per emettere luce e sigillato; Terminale per connettere con una fonte di energia elettrica; Materiale che conduce refrattario per non essere reso incandescente rivestito o coperto con isolamento.
47 (EN)  US0459,772, United States Patent and Trademark Office, Stati Uniti d'America. - Motore Elettromagnetico – 1891 22 settembre - Motore elettrico a corrente alternata asincrono accoppiato con un motore di corrente alternata sincrono dove il primo aziona il secondo e lo getta nel sincronismo con la sua corrente azionante; Cambi meccanismo per dirigere la corrente attraverso uno o ambo i motori; Combinazione di due motori (uno un motore di momento a corrente alternata [p.e., spostando i poli via il circuito alimentatore] e l'altro un motore di corrente alternata sincrono) le armature di cui sono montate sulla stessa asta; Circuito che cambia che dirige la corrente alternata o correnti attraverso i molti circuiti di un motore o il singolo circuito dell'altro.
48 (EN)  US0462,418, United States Patent and Trademark Office, Stati Uniti d'America. - Metodo di ed Apparato per Conversione Elettrica e Distribuzione – 1891 3 novembre - Apparato concepìto per lo scopo di convertire e provvedere energia elettrica in una forma adatta per la produzione di certi nuovi fenomeni elettrici che richiedono correnti di frequenza più alta e potenziale
49 (EN)  US0464,666, United States Patent and Trademark Office, Stati Uniti d'America. - Motore Elettromagnetico – 1891 8 dicembre - Motore a corrente alternata provvisto con due o più stimolanti o circuiti di campo; Un circuito connesse a una fonte di corrente e l'altro (o altri) in relazione induttiva; Un circuito connesso a correnti alternate e l'altro circuito costituente secondario ad alto potenziale; Condensatore interposto nel circuito induttivo.
50 (EN)  US0464,667, United States Patent and Trademark Office, Stati Uniti d'America. - Condensatore elettrico – 1891 8 dicembre - Condensatore elettrico composto di piastre o armature immersi in olio; le piastre o armature possono essere variabili.
51 (EN)  US0487,796, United States Patent and Trademark Office, Stati Uniti d'America. - Sistema di Trasmissione Elettrica di Potenza – 1892 13 dicembre - Generatore di corrente alternata che comprende circuiti ad armatura indipendenti formato da conduttori disposti alternativamente; Correnti sviluppate differiscono in fase e i poli dei magneti di campo in eccesso del numero dei circuiti armatura; Motore che ha circuiti energizzanti indipendenti connesso al circuito-armatura del generatore di corrente alternata; Macchina magneto-elettrica ruotante che produce un numero determinato di impulsi correnti o le modifiche per ogni giro o rivoluzione; Poli che in numero sono meno del numero di impulsi di correnti prodotte in ogni motore-circuito da un giro o rivoluzione; macchina multipolare a corrente alternata.
52 (EN)  US0511,559, United States Patent and Trademark Office, Stati Uniti d'America. - Trasmissione elettrica di Potenza – 1893 26 dicembre - Metodo di azionare motori che hanno circuiti energizzanti indipendenti; Correnti alternate passanti attraverso circuiti e ritardanti le fasi della corrente in un circuito ad uno più grande; Correnti alternate dirette da una sola fonte attraverso ambo i circuiti di un motore e variando o cambiando la resistenza relativa o autoinduzione di circuiti a motore, producendo in differenze di correnti in fasi. 
53 (EN)  US0511,560, United States Patent and Trademark Office, Stati Uniti d'America. - Sistema di Trasmissione di Potenza Elettrica – 1893 26 dicembre - Motore che ha circuiti energizzanti indipendenti connesso con una fonte di correnti alternate; mezzi di traduzione gli effetti magnetici a circuito che stimola detto di differenza di fase; Armatura all'interno dell'influenza del circuito energizzante; Stimolando circuiti connessi in derivazione o arco multiplo e di resistenza attiva o variabile e diversa (o l'auto-induttanza); Paia di terminali di rete collegati ed un circuito multiplo in differenziale di fase; Cambi di periodo di tempo di correnti che passano attraverso un'apparecchiatura elettro-motiva che cambia fase posta tra la rete e la destinazione; Include una correzione.
54 (EN)  US0511,915, United States Patent and Trademark Office, Stati Uniti d'America. - Trasmissione elettrica del Potenza – 1894 2 gennaio - Metodo di azionare motori elettromagnetici; Correnti alternate passanti attraverso uno dei circuiti che stimolano ed incitando da così corrente nell'altro energizzante circuito o circuiti del motore.
55 (EN)  US0511,916, United States Patent and Trademark Office, Stati Uniti d'America. - Generatore elettrico – 1893 19 agosto - Combinazione col pistone o elemento equivalente di un motore che è libero di alternare sotto l'azione di vapore o gas sotto pressione, del conduttore movente o elemento di un generatore elettrico in collegamento meccanico diretto; Motore e generatore che sono aggiustati dalla loro rettifica relativa riguardo a periodo per produrre correnti di periodo continuo; Generatore elettrico avendo inducente o indotti elementi uno dei quali è capace di oscillazione nel campo di forza, l'elemento movibile è portato dalla barra del pistone del motore; Relazione di come rispettare il periodo di vibrazione elettrica non disturbando il periodo del motore; Cilindro e pistone che si muovono avanti ed indietro da vapore o gas sotto pressione di una molla mantenuta in vibrazione dal movimento del pistone, ed il generatore elettrico, il conduttore movibile o elemento di che è connesso col pistone; metodo di costruzione e di adattare elementi; impartendo l'oscillazione di un motore all'elemento movente di un generatore elettrico e regolando il periodo di oscillazione meccanica dalla rettifica della reazione del generatore elettrico.

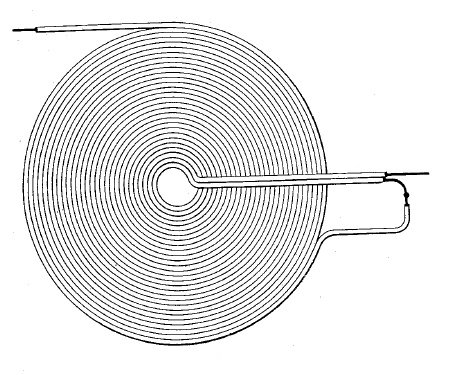
512340: Bobina per elettromagneti, esempio di una delle prime bobine bifilari.

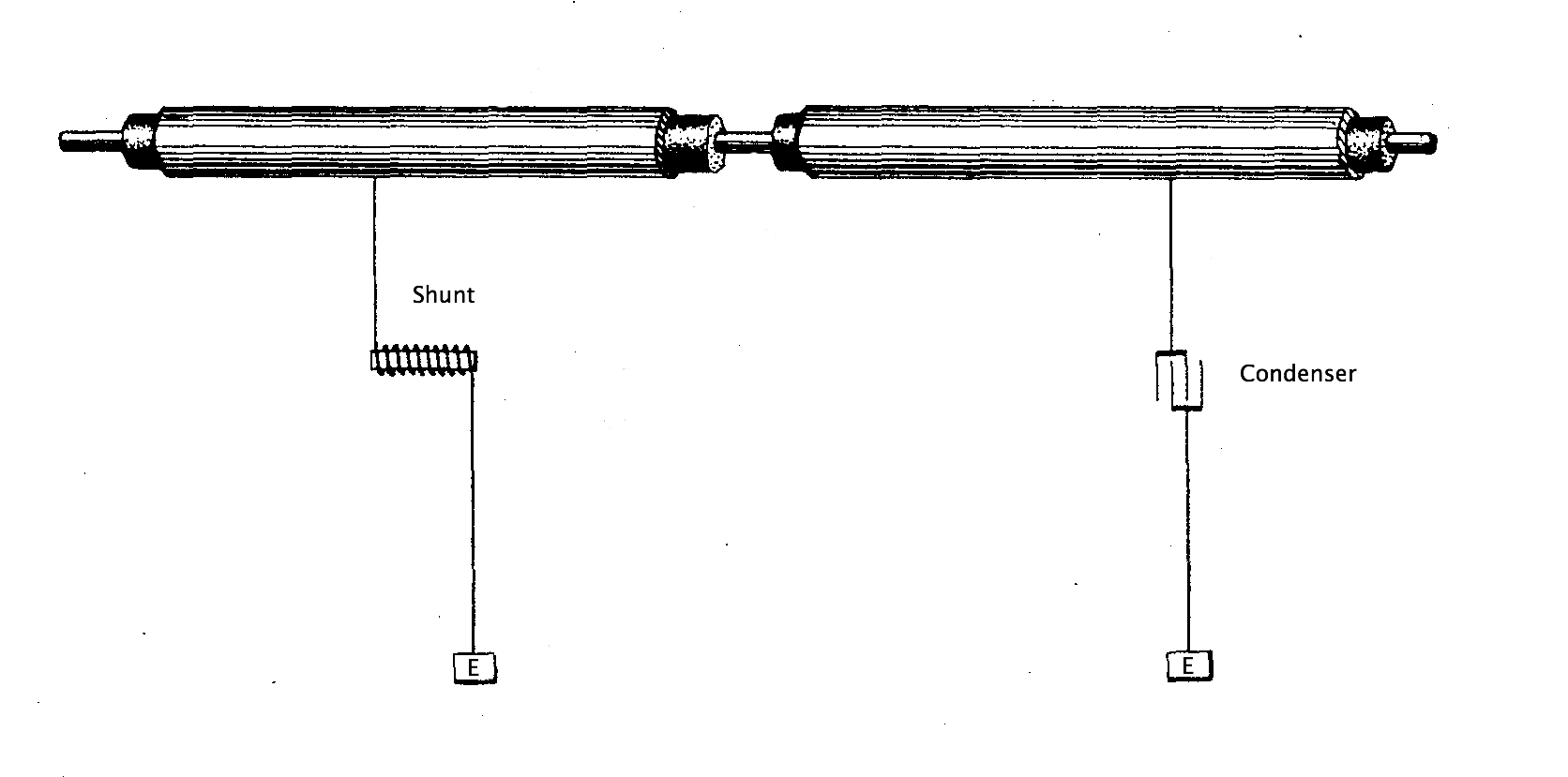
514167: primo esempio di cavo coassiale.

56 (EN)  US0512,340, United States Patent and Trademark Office, Stati Uniti d'America. - Bobina per Elettromagneti – 1893 7 luglio - sfruttato l'effetto di relazione reciproca di autoinduzione; parti esistenti formati da avvolgimenti di bobina adiacenti così che la differenza di potenziale è sufficiente per neutralizzare gli effetti negativi; tutto ciò per evitare condensatori costosi, ingombranti, e difficili; tecnica di avvolgimento per bobina bifilare.
57 (EN)  US0514,167, United States Patent and Trademark Office, Stati Uniti d'America. - Conduttore elettrico – 1894 6 febbraio - Prevenzione perdita in conduttori di linea; Isolamento e stoccaggio conduttori con rivestimento connesso alla terra; Fodero o schermo; Cavo coassiale.
58 (EN)  US0514,168, United States Patent and Trademark Office, Stati Uniti d'America. - Mezzi per Generare Correnti Elettriche – 1894 6 febbraio - Generazione ed utilizzazione di energia elettrica scoperta dal Sig. Tesla; riferito ad US454622 ed US462418; Manutenzione di un condensatore a scariche intermittenti od oscillatori di circuito appropriato contenente apparecchiature traslanti; Scariche hanno luogo in liquidi isolanti (come olio); diverse distanze di apertura di scarica (dello spinterogeno); mantiene un flusso circolante nel liquido; Illustra la maniera preferita. 
59 (EN)  US0514,169, United States Patent and Trademark Office, Stati Uniti d'America. - Motore alternativo – 1893 19 agosto - Offra un mezzi di motori che sotto le forze applicate come tensione elastica di vapore o gas sotto pressione che produce movimenti oscillatori e continui (in limiti ampi); il funzionamento è continuo trascurante dei carichi, di perdite d'attrito, o altri fattori (che degradano altri motori); Converte pressione in potenza meccanica; Meglio a temperature più alte e pressioni che dei motori precedenti; gli stessi principi di questo motore appaiono più tardi nei moderni motori a benzina di automobili.
60 (EN)  US0514,170, United States Patent and Trademark Office, Stati Uniti d'America. - Luce Elettrica incandescente – 1894 6 febbraio- Relativo ad US454622; Lampade elettriche ed incandescenti; Particolari forme della lampada nelle quali un piccolo corpo che dà leggero o bottone di materiale refrattario è sostenuto da un conduttore che contenuto in un globo vuoto spinto o ricevitore; uno schermo conducente circonda il conduttore di sostegno; tubo a vuoto a singolo nodo.
61 (EN)  US0514,972, United States Patent and Trademark Office, Stati Uniti d'America. - Sistema di Binario elettrico – 1894 20 febbraio - Utilizza potenziali alti e frequenze alte; conduttore di alimentazione isolato e protetto lungo la linea di trasporto; Sbarra di induzione o placca in relazione induttiva al conduttore schermato ed un collegamento elettrico al motore
62 (EN)  US0514,973, United States Patent and Trademark Office, Stati Uniti d'America. - Metro elettrico – 1894 20 febbraio - Metodo di misurare l'ammontare di energia elettrica spese in un momento di entrata determinato un circuito elettrico di correnti alternate; Scarica di alta tensione attraverso un gas rarefatto tra due conduttori; Calcolando dall'ammontare delle particelle sparate via dai conduttori o da uno di loro dall'azione della scarica dell'energia spesa; Bobina primaria in serie con un'apparecchiatura che trasla; Tensione alta secondario; Due conduttori di carbone sigillati in un ricevitore sotto vuoto e rivestiti con un materiale isolante su tre lati, un terminale di ogni conduttore è connesso ad un terminale di un secondario.
63 (EN)  US0517,900, United States Patent and Trademark Office, Stati Uniti d'America. - Motore a Vapore – 1893 29 dicembre - Cilindro e pistone alternativo (con una molla) e controllante valvola scivolante di un motore adattata essere operata dal vapore o un sistema di gas sotto pressione di un motore controllato indipendentemente di periodo continuo che aziona la suddetta valvola.
64 (EN)  US0524,426, United States Patent and Trademark Office, Stati Uniti d'America. - Motore elettromagnetico – 1894 14 agosto - motore a corrente alternata con bobine energizzanti adattato per essere connesso con un circuito esterno di nuclei di suscettibilità magnetica diversa così da esibire differenze di fase magnetica sotto l'influenza di una corrente energizzante; Armatura rotante di poli magnetici e bobine adattata essere connessa col circuito esterno che la circonda; nuclei costruiti in taglia diversa, lunghezza, massa, o materiale da cui differirà in durata la loro fase magnetica
65 (EN)  US0555,190, United States Patent and Trademark Office, Stati Uniti d'America. - Motore alternato – 1896 25 febbraio - Relativo ad US381968 ed US382280; Modo e progetto di azionare generatori a motore dinamici elettrici con uno spostamento progressivo; Macchina magneto-elettrica; conversione di motore a Dinamo con due circuiti di corrente alternata indipendenti; Trasmissione di energia; Principi di campi magnetici ruotanti.
66 (EN)  US0567,818, United States Patent and Trademark Office, Stati Uniti d'America. - Condensatore elettrico – 1896 15 settembre - Condensatore costruito o provvisto con mezzi per eliminare aria o gas; Armatura composta da un liquido che conduce; Armature in due corpi separati di liquido conducente elettricamente isolato e contenuto in un ricettacolo; Sigillo liquido isolante sulla superficie dei liquidi conduttivi.
67 (EN)  US0568,176, United States Patent and Trademark Office, Stati Uniti d'America. - Apparato per Produrre Correnti Elettriche di Alta Frequenza e Potenziale – 1896 22 settembre - Conversione di corrente continua in correnti di alta frequenza. Combinazione di circuito di alta auto-induttanza, controllori di circuito di bobina ostruenti adattati a chiudere ed aprire il circuito, un condensatore in cui la fem di ritorno si scarica quando interrotta, ed un trasformatore attraverso il primario su cui si scarica il condensatore; motore per guidare l'apparato di controllo; 'Corrente di alta forza elettromotrice (tensione) che è indotta ad ogni interruzione del circuito principale (f.e.m. di ritorno) e fornisce la corrente esatta per caricare il condensatore. '
68 (EN)  US0568,177, United States Patent and Trademark Office, Stati Uniti d'America. - Apparato per Produttore Ozono – 1896 22 settembre - Primariamente offre un semplice, conveniente, ed effettivo apparato per la produzione di ozono (o tali gas); ottenuto dall'azione di scariche elettriche ad alta-tensione; riferito ad US462418 (il 3 novembre 1891) ed US454622 (il 23 giugno 1891); In combinazione con un'autoinduzione bassa e circuito di resistenza di correnti continue, di un dispositivo di controllo per fare e interrompere lo stesso, un motore avvolto in serie incluso in o collegato con il circuito di carica e che guida il dispositivo di controllo; Un condensatore presso il punto di interruzione in un circuito attorno l'apparato controllore, ed un trasformatore attraverso il primario su cui il condensatore si scarica (producendo il potenziale necessario per la scarica sul primario e la bobina eleva il potenziale di tale scarica) e che è nel circuito di scarica del condensatore; Apparecchiatura per mantenere una corrente d'aria tra la superficie di scarica; Un motore-ventilatore (mantenendo una corrente d'aria tra le superfici di scarica) è connesso con il circuito di carica.
69 (EN)  US0568,178, United States Patent and Trademark Office, Stati Uniti d'America. - Metodo di Apparato di Controllo per Produrre Correnti Elettriche di Alta Frequenza – 1896 22 settembre - Citato da Tesla in "il Vero Senza fili" (illustrato in quell'articolo come fig. 10) nel campo wireless (senza fili) per circuiti sintonizzati e concatenati; regola l'energia emessa da un sistema per la produzione di correnti di alta frequenza e comprende un circuito di alimentazione la cui corrente è deviata in un circuito di carica di alta autoinduzione, un condensatore (caricato dal circuito di alimentazione), un altro circuito (con bassa autoinduzione) su cui lo stesso si scarica (ed aumenta il potenziale del condensatore), e mezzi per controllare la carica e la scarica dello stesso, il sistema comprende il metodo precedentemente illustrato che consiste nel variare la relazione delle frequenze diverse degli impulsi nel circuito.
70 (EN)  US0568,179, United States Patent and Trademark Office, Stati Uniti d'America. - Metodo di ed Apparato per Correnti Genaratrici di Alta Frequenza – 1896 22 settembre - usato nel laboratorio a New York, laboratorio di 35 Sud Fifth Avenue per assumere correnti di fase diversa; metodo per produrre correnti elettriche di alta frequenza che consiste nel generare una corrente alternata, caricando con ciò un condensatore durante determinati intervalli di ogni onda di detta corrente, e scaricando il condensatore attraverso un circuito di bassa autoinduzione; la combinazione con una fonte di corrente alternata, un condensatore, un circuito-controllore adattato per dirigere la corrente durante determinati intervalli di ogni onda nel condensatore per caricare lo stesso, ed un circuito di bassa autoinduzione in cui il condensatore si scarica; combinazione con una fonte di corrente alternata, un motore sincrono impiegato, un circuito di carica nel quale è immagazzinata l'energia di detta corrente, un circuito-controllore operato dal motore ed adattato ad interrompere il circuito di carica attraverso il motore a determinati punti di ogni onda, un condensatore connesso col circuito-motore ed adattato sull'interruzione dello stesso per ricevere l'energia accumulata immagazzinata dentro, ed un circuito in cui il condensatore si scarica.
71 (EN)  US0568,180, United States Patent and Trademark Office, Stati Uniti d'America. - Apparato per Produrre Correnti Elettriche di Alta Frequenza – 1896 22 settembre - un interruttore meccanico isocrono usato nel laboratorio a New York, laboratorio di 35 Sud Fifth Avenue per impiegare diverse correnti; brevetto copre le possibili variazioni all'interno dei sistemi senza fili di Tesla; una combinazione con una fonte di corrente alternata, di un condensatore adattato essere caricato con ciò, un circuito nel quale il condensatore si scarica in una serie di impulsi rapidi e nel sincronismo con la fonte, ed un circuito-controllore per effettuare la carica e scarica di detto condensatore, composto di un set di conduttori suddivisi (un paio di terminali variabili angolarmente e due o conduttori ruotanti) movibili dentro e fuori in prossimità di (p.e., passando da) uno con l'altro, dove può essere mantenuto un arco elettrico tra loro ed il circuito chiuso durante determinati intervalli.
72 (EN)  US0577,670, United States Patent and Trademark Office, Stati Uniti d'America. - Apparato per Produrre Correnti Elettriche di Alta Frequenza – 1897 23 febbraio. Due circuiti di ingresso sono eccitati ad impulsi ognuno con un 25% ciclo dativo. Inoltre, le spazzole sono messe in fase così che non siano le (scariche) mai in sovrapposizione. Il circuito di produzione ha un 50% di ciclo dativo in uscita, doppia la durata degli impulsi in entrata. La f.e.m. di ritorno risultante è rettificata ai condensatori, ed alimentata attraverso una bobina di Tesla ad un carico.
73 (EN)  US0577,671, United States Patent and Trademark Office, Stati Uniti d'America. - Prodotti di Condensatori Elettrici, Bobine ed Apparecchiature Simili – 1897 23 febbraio - Miglioramenti di condensatori, trasformatori, bobine ad autoinduzione, reostati e altre apparecchiature simili; Usati in aree dove correnti di alti potenziali sono portate in stretta vicinanza; Metodo per eliminare gas o aria dall'ambiente dielettrico di tali apparecchiature; Materiale isolato reso fluido dal calore; Materiale che permea gli interstizi dell'apparecchiatura e mantenuto sotto pressione; Materiale raffreddato e solidificato sotto pressione.
74 (EN)  US0583,953, United States Patent and Trademark Office, Stati Uniti d'America. - Apparato per Correnti Produttrici di Alta Frequenza – 1897 8 giugno- Relativo ad US568176; Conversione di corrente elettrica di carattere ordinaria in alta frequenza ed alto potenziale; Può usare entrambi continue (dirette) o correnti alternate.
75 (EN)  US05931,138, United States Patent and Trademark Office, Stati Uniti d'America. - Trasformatore elettrico – 1897 2 novembre - forma nuova di trasformatore o bobina induttiva ed un sistema per la trasmissione di energia elettrica per mezzo dello stesso; Miglioramento di trasformatori elettrici; Sviluppa correnti elettriche di alto potenziale; Corregge finora principi di costruzione fabbricati; il più alto potenziale per trasmissione che sia mai stato praticamente impiegato finora; Libero dal pericolo di esser feriti dalla rottura dell'isolamento; sicurezza manuale; Alimentazione elettrica di alta frequenza per illuminare e altre applicazioni.
76 (EN)  US0609,245, United States Patent and Trademark Office, Stati Uniti d'America. - Circuito elettrico Controllore – 1898 16 agosto - Un controllore di circuito (si veda anche 609245, 609246, 609247 609250, 609251 611719); fluido conduttivo chiude e apre il circuito; Imboccatura e costruzione di conduttori ed il loro metodo relativo di operazione; singola fonte di potenza per operazione; Imboccatura ed interazione di contenitore; Combinazione di ricettacolo ruotante e motore, un corpo magnetico nel ricettacolo, ed un corpo magnetico montato esterno.
77 (EN)  US0609,246, United States Patent and Trademark Office, Stati Uniti d'America. - Circuito Controllore elettrico – 1898 16 agosto - Un controllore di circuito (si veda anche 609245, 609246, 609247 609250, 609251 611719); fluido Conduttivo fa e rompe circuito; Terminali di formazione liquidi e conduttivi; Due fessure con movimento relativo che possono dirigere getti o flussi; Due compartimenti isolati; getti o flussi sono portati in contatto intermittente.
78 (EN)  US0609,247, United States Patent and Trademark Office, Stati Uniti d'America. - Circuito Controllore elettrico – 1898 16 agosto - Un " circuito controllore nel quale un terminale indipendentemente-montato opera in maniera simile ad un corpo che ruota di fluido conduttore può essere incluso all'interno di un contenitore di gas rarefatto"; fluido conduttivo chiude e apre il circuito; Una combinazione di un contenitore chiuso che contiene un fluido, un metodo per ruotare detto contenitore, un supporto montato, mezzi per opporre o prevenire il movimento del monte nella stessa direzione del ricettacolo, ed un terminale conduttore nel supporto; Terminale capace di ruotare sul suo asse o provvisto di contatti ruotanti; Fluido comprime il terminale opposto; Peso eccentrico ad un asse; terminale ruotante connesso con l'asse; contenitore montato per ruotare su un asse inclinato verticale; giroscopio nel contenitore; Armatura appesantita; il fluido è mosso dalla forza centrifuga.
79 (EN)  US0609,248, United States Patent and Trademark Office, Stati Uniti d'America. - Circuito Controllore elettrico – 1898 16 agosto - Un circuito controllore (si veda anche 609245, 609246, 609247 609250, 609251 611719) in quale corpo finale si muove intermittentemente attraverso getti o flussi ed intercetta getti o flussi; Fluido conduttivo chiude e apre il circuito; conduttore rotante; Un corpo finale si muove intermittentemente attraverso getti o fasci ed intercetta getti o fasci; Un terminale rigido riceve getti diretti o fasci; Combinazione in un contenitore di un disco che conduce ed un disco isolato; Tubo stazionario o condotto per dirigere emette a getti o fasci verso il conduttore attraverso il percorso di proiezioni intermittenti.
80 (EN)  US0609,249, United States Patent and Trademark Office, Stati Uniti d'America. - Circuito Controllore elettrico – 1898 16 agosto - Un circuito controllore (si veda anche 609245, 609246, 609247 609250, 609251 611719); fluido conduttivo chiude e apre il circuito; Combinazione in un controllore di circuito con un contenitore rotante e chiuso, di un conduttore rigido montato nello stesso ed attraverso cui il circuito è stabilito intermittentemente, e mezzi per dirigere un getto di raggi di un fluido che è contenuto nel ricettacolo, contro il corpo detto così da influenzare indipendentemente la sua rotazione del contenitore; contenitore rotante di un corpo o parte montato all'interno del ricettacolo e concentricamente montato, un terminale conducente sostenuto da detto corpo e capace di rotazione del contenitore così da opporre, per azione giroscopica, la rotazione del sostegno, e mezzi per dirigere un getto di fluido conducente contro detto terminale; Un contenitore rotante di un sostegno per un conduttore montato concentricamente col ricettacolo ed un disco girostatico portato dal sostegno ed adattato, mentre ruota, da opporre il suo movimento nella direzione della rotazione del contenitore.
81 (EN)  US0609,250, United States Patent and Trademark Office, Stati Uniti d'America. - Candela Elettrica per Motori a Benzina – 1898 16 agosto - principi di sistema di accensione usati oggi in automobili; Operazione di una macchina che richiede una scintilla, fiamma, o altro effetto simile; Più certo e soddisfacente per uso di e controllo dalla macchina o apparato; caricando e scaricando un condensatore attraverso interruttore o comunicatore.
82 (EN)  US0609,251, United States Patent and Trademark Office, Stati Uniti d'America. - Circuito Controllore Elettrico – 1898 16 agosto - Un circuito controllore (si veda anche 609245, 609246, 609247 609250, 609251 611719). Circuito comprendente, in combinazione un contenitore contenente fluido, mezzi per ruotare il contenitore, ed un terminale sostenuto indipendentemente dal ricettacolo ed adattato chiudere e aprire i collegamenti elettrici; contenitore contiene un fluido conduttivo e non-conduttivo; mezzi per ruotare il contenitore; Terminale adattato chiudere e aprire il collegamento elettrico col fluido conduttivo fra o sotto il fluido non-conduttivo.
83 (EN)  US0611,719, United States Patent and Trademark Office, Stati Uniti d'America. - Circuito Controllore elettrico – 1898 4 ottobre- Un circuito controllore (si veda anche 609245, 609246, 609247 609250, 609251 611719). fluido conduttivo chiude e apre circuito; la combinazione di un contenitore chiuso, di un controllore di circuito contenuto, e circondato da un mezzo inerte sotto pressione; Metodo di mantenere un'atmosfera inerte sotto pressione; Vaso che contiene una bgas inerte e liquefatto e metodo di comunicare con l'interno del contenitore; Un terminale è di un fluido conduttivo (come mercurio); Combinazione di conduttori di serie di cinduttori che costituiscono un terminale di un controllore di circuito, mezzi per mantenere un fascio o getto di fluido conduttivo come l'altro terminale col quale il conduttore fa contatto intermittente; contenitore vicino che contiene terminale; Metodo di escludere ossigeno da terminali; Apparecchio motore per ruotare conduttori; Forza-pompa nel collegamento diretto con conduttore per mantenere una circolazione di fluido conducente contenuta nel contenitore attraverso l'imboccatura o imboccature; Vite che ruota con conduttore ed estendendosi in un pozzetto in cui il fluido si raccoglie; Condotto o condotti che conducono dalla fonte a punti dai quali il fluido sarà diretto contro il conduttore che ruota; Nucleo magnetico montato su asse.
84 (EN)  US0613,735, United States Patent and Trademark Office, Stati Uniti d'America. - Circuito Controllore elettrico – 1898 8 novembre - Un circuito controllore (si veda anche 609245, 609246, 609247 609250, 609251 611719). conduttivo chiude e apre circuito; Combinazione con conduttori rigidi e fluidi adattati essere portati intermittentemente l'un con l'altro in contatto; mezzi per impartire moto rotante a conduttori rigidi e fluidi; mezzi per ruotare dal movimento di un conduttore fluido.
85 (EN)  US0613,809, United States Patent and Trademark Office, Stati Uniti d'America. - Metodo di ed Apparato per Meccanismo di Controlling di Veicolo Movente o Veicoli – 1898 1º luglio - il brevetto del " Battello" di Tesla; Prima porta logica; Arte di controllare i movimenti ed operazione di un vascello o veicolo a distanza; Onde elettromagnetiche dirette al vascello attraverso il mezzo naturale e che rendono con propri mezzi il circuito di controllo acceso o spento; migliorie nuove e metodi utili di ed apparato per il controllo a distanza; Soluzione per controllare da un punto determinato l'operazione di meccanismi; Nessuno filo intermedio, cavi, o altra forma del collegamento elettrico o meccanico coll'oggetto; spiegazione di un metodo e apparato più pratico ed effettivo; radiocomando multicanale; riproduzione contemporanea di differenti frequenze d'onda senza interferenze.
86 (EN)  US0645,576, United States Patent and Trademark Office, Stati Uniti d'America. - Sistema di Trasmissione di Energia Elettrica – 1900 20 marzo - riferito comunemente come il brevetto della radio; Riferimenti alla telegrafia senza fili; Trasmissione senza fili della potenza elettrica attraverso il mezzo naturale; Cita fenomeni di energia raggianti e ben saputi e gli esperimenti di William Crooke; Corregge errori precedenti nella teoria di comportamento usati da metodi e mezzi del Sig. Tesla; Scoperta di fatti estremamente importanti ed utili che finora erano ignoti; elimina dielettricità dell'aria quando imprime una forza di elettromotiva di un certo tipo e magnitudine ad essa; la conducibilità dell'aria aumenta con l'aumento della pressione e la rarefazione; Legge della conducibilità dell'aria è finora piuttosto diversa da ora in poi; Illustrazioni dei fatti.
87 (EN)  US0649,621, United States Patent and Trademark Office, Stati Uniti d'America. - Apparato per Trasmissione di Energia Elettrica – 1900 15 maggio - Relativo ad US645576; nuove ed utili combinazioni impiegate; Bobina trasmittente o conduttore sistemata ed eccitata per provocare correnti od oscillazione per propagare attraverso conduzione attraverso il naturale mezzo da un punto ad un altro punto remoto ed una bobina di ricevitore o conduttore dei segnali trasmessi; Produzione di correnti di potenziale molto alto; stazione trasmittente e ricevente.
88 (EN)  US0655,838, United States Patent and Trademark Office, Stati Uniti d'America. - Metodo per Isolare Conduttori Elettrici – 1900 23 ottobre - Metodo e applicazione pratica di isolamento per raffreddamento e solidificazione; Esposizione dell'ipotesi di Faraday di congelare sostanze che fa possedere loro un livello dielettrico più alto per isolare conduttori di trasmissione; Miglioramenti nel metodo operato da Faraday; Metodo di isolare conduttori elettrici che consiste nel circondare o sostenere detti conduttori da un materiale che acquisisce proprietà isolanti quando si congela o si solidifica; Metodo per mantenere un conduttore all'interno di un agente di raffreddamento gassoso dalla applicazione continua di detto agente; conduzione con o attraverso agenti di raffreddamento circolanti; Ristampato come Brevetto Americano RE11,865.
89 (EN)  US0655,012, United States Patent and Trademark Office, Stati Uniti d'America. - Mezzi per Aumentare l'Intensità di Oscillazioni Elettriche – 1900 21 marzo - Un metodo per produrre un grande aumento" nell'intensità e la durata delle oscillazioni (elettriche) eccitate in un circuito vibrante liberamente o risonante mantenendo lo stesso ad una bassa temperatura ". Produzione di aumento di intensità e durata di oscillazioni elettriche; Combinazione di un circuito per possedere le eccitazioni liberamente-vibranti e di mezzi per raffreddare artificialmente il circuito ad una temperatura bassa; circuito risonante a temperatura bassa; Usi di oscillazioni di impulso elettriche; Un circuito sul quale sono entusiasmate oscillazioni, e quale è adattato vibrare liberamente, in combinazione con un cilindro che contiene un refrigerante artificiale nel quale è immerso il circuito; Oscillatori a resistenza bassa in una serie di circuiti emittenti e riceventi in un sistema per la trasmissione di energia. [4]
90 (EN)  US0685,953, United States Patent and Trademark Office, Stati Uniti d'America. - Apparato per Utilizzare Effetti Emessi a Distanza ad una Apparecchiatura Ricevente Attraverso il Mezzo Naturale – 1899 24 giugno - citati metodi di Hertz Heinriech; citato metodo di induzione; citato metodo di conduzione a terra; Metodi precedenti avevano limitazioni che danno luogo ai grandi svantaggi per l'utilizzo; citata trasmissione senza fili sviluppata dal Dott. Tesla; Bobina di trasmittente sistemata ed eccitata causare arbitrario o propagazione di oscillazione di intermitted ad un'altra punto ricevitore stazione bobina remota; L'aria è un isolatore eccellente; strati di aria usate per mezzi di conduzione per produzione di azioni generatrici ad una distanza; Uso di conduttore metallico; Apparato che emette segnali o intelligenza dovrebbe produrre effetto quanto più forte possibile; carica un condensatore per utilizzare l'energia potenziale.
91 (EN)  US0685,954, United States Patent and Trademark Office, Stati Uniti d'America. - Metodo per Utilizzare Effetti Trasmessi Attraverso il Mezzo Naturale – 1899 1º agosto - Utilizza effetti o disturbi emessi attraverso il mezzo naturale che consistono nel caricare un dispositivo di accumulo di energia da una fonte indipendente controllando la carica di detta apparecchiatura dalle azioni degli effetti o disturbi (durante intervalli successivi di tempo determinati da mezzi di tali effetti e disturbi che corrispondono in successione e la durata degli effetti e disturbi), ed usando contemporaneamente l'energia immagazzinata per azionare un'apparecchiatura ricevente; Fonte indipendente che può stare distante da un emettitore di energia elettrica; Circuito di apparecchiatura ricevente scarica l'energia immagazzinata ed accumulata (che può essere energia potenziale) e provoca variazioni in resistenza in un circuito incluso una fonte indipendente di elettricità ed un dispositivo di immagazzinamento; Effettuando il deposito (come, in un condensatore) durante ogni desiderato intervallo di tempo e sotto controllo di tali effetti di disturbi; l'energia accumulata può azionare un trasformatore (scaricando attraverso un circuito primario a durate predeterminate) che, dalle correnti secondarie, azionano l'apparecchiatura ricevente.
92 (EN)  US0685,955, United States Patent and Trademark Office, Stati Uniti d'America. - Apparato per Utilizzare Effetti Trasmessi a Distanza Ad Una Apparecchiatura Ricevente Attraverso il Mezzo Naturale – 1899 24 giugno - Un apparato per emettere segnali o intelligenza attraverso il mezzo naturale da una stazione che spedisce ad un punto distante la combinazione di un generatore o trasmittente adattata per produrre variati arbitrariamente o intermittenti disturbi elettrici o effetti nel mezzo naturale a, e per utilizzare effetti elettrici o disturbi emessi attraverso i naturali media, la combinazione con una fonte di tali effetti di disturbi di un circuito di carica adattato essere stimolata dall'azione di tali effetti o disturbi tra che una differenza di potenziale è creato da tali effetti o disturbi, un dispositivo di memoria incluse nel circuito di carica ed adattato ad essere caricato con ciò, un ricevitore, mezzi per commutare, dirigere, o selezionare gli impulsi di correnti nel circuito di carica così come renderli appropriato per caricare il dispositivo di stoccaggio, un'apparecchiatura per chiudere il circuito ricevente, mezzi per fare in modo che il ricevitore sia azionato dall'energia accumulata nel dispositivo di accumulo ad intervalli arbitrari di tempo quando connettendo il circuito ricevente col dispositivo di accumulo per periodi di tempo predeterminati come ad una successione e durata, e mezzi per scaricare il dispositivo di stoccaggio attraverso il circuito ricevente ad intervalli arbitrari di tempo.
93 (EN)  US0685,956, United States Patent and Trademark Office, Stati Uniti d'America. - Apparato per utilizzare effetti trasmessi attraverso il mezzo naturale – 1899 1º agosto - Relativo al suo trasmettitore d'amplificazione (Magnifying Transmitter); Usato come parte di ricevitori di Colorado Springs del Dott. Tesla utilizzati come risonatori elicoidali ad alto fattore Q distribuito, reazione di radiofrequenza, effetti di eterodina grezza, e tecniche di rigenerazione; un apparato per emettere segnali o intelligenza attraverso il mezzo naturale da una stazione trasmittente ad un punto distante la combinazione di un generatore o trasmittente adattata per produrre vari arbitrariamente o intermittenti disturbi elettrici o effetti nel mezzo naturale; combinazione di una fonte di elettricità, un trasformatore, un'apparecchiatura normalmente di resistenza alta ma adattata ad avere la sua resistenza ridotta quando agìsce sugli effetti o disturbi, con un circuito ricevente connesso con un condensatore ed un derivatore adattato ad aprire e chiudere il circuito ricevente ad intervalli predeterminati di tempo.

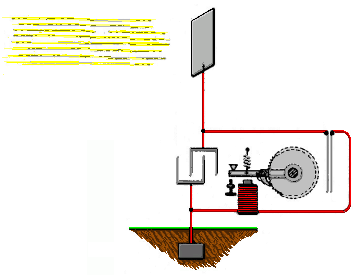
US patent 0685,957 Utilizzazione di Energia Radiante.

94 (EN)  US0685,957, United States Patent and Trademark Office, Stati Uniti d'America. - Apparato per l'Utilizzazione di Energia Radiante – 1901 5 novembre - 4 illustrazioni; Radiazione che carica e scarica conduttori; Radiazioni che considerano vibrazioni di etere di piccole lunghezze d'onda e ionizzano l'atmosfera; Energia radiante getta via con grande velocità particelle minute fortemente elettrificate; Raggi o radiazione che precipitano su un conduttore isolato connesso ad un condensatore, il condensatore si carica indefinitamente elettricamente; Radiazione (o energia radiante) include molte forme diverse; Riferito ad US577671; può essere usata energia trasmessa o naturale; Motori di corrente alternata azionati fotoelettricamente.
95 (EN)  US0685,958, United States Patent and Trademark Office, Stati Uniti d'America. - Metodo per Utilizzare Energia Radiante – 1901 5 novembre - 2 illustrazioni; Modi di usare radiazione caricando e scaricando conduttori; Raggi o radiazione che precipitano su un conduttore isolato connesso ad un condensatore, il condensatore si carica indefinitamente elettricamente; Radiazione (o energia radiante) include molte forme diverse; Riferito ad US577671; Motori di corrente alternata azionati fotoelettricamente.
96 (EN)  US0723,188, United States Patent and Trademark Office, Stati Uniti d'America. - Metodo di Segnalazione – 1900 16 luglio - Elevata capacità trasmittente; Bobina; Elettrodo di terra; generatore di segnali; Base parziale di circuito della radio.
97 (EN)  US0725,605, United States Patent and Trademark Office, Stati Uniti d'America. - Sistema di Segnalazione – 1900 16 luglio - Elevata capacità trasmittente; Bobina; Elettrodo di terra; Generatore di segnali; Apparato di e metodo per disturbi elettrici o impulsi; Trasmissione di messaggi intelligenti; dirige il movimento di un automa distante; Trasmissioni radio; Base parziale di circuito della radio.
98 (EN)  US0787,412, United States Patent and Trademark Office, Stati Uniti d'America. - Arte di Emettere Energia Elettrica Attraverso il Mezzo Naturale – 1900 16 maggio - capacità trasmittente Elevata; Bobina; Elettrodo di terra; Segnali generatore; Apparato per generare e ricevere segnali elettrici; Circuiti risonanti e sintonizzati; Fisica di propagazione; Note non-hertziane; Globo terrestre come conduttore; Oscillazioni di bassa frequenza; Base della radio.
99 (EN)  US1,061,142, United States Patent and Trademark Office, Stati Uniti d'America. - Propulsione fluida – 1909 21 ottobre - Trasmissione e trasformazione della potenza meccanica attraverso l'azione di fluidi; Propellente fluido mosso in un percorso naturale; Evita perdite; Facile; Semplice.
100 (EN)  US1,061,206, United States Patent and Trademark Office, Stati Uniti d'America. - Turbina – 1909 21 ottobre - Miglioramenti in motori rotanti e turbine; potenza meccanica basata sul movimento di fluido per la potenza; Noto come la turbina di Tesla; Disegno di turbina senza pale; Utilizza un effetto degli strati di bordo; il fluido non ha un impatto sulle pale come in una turbina convenzionale.
101 (EN)  US1,113,716, United States Patent and Trademark Office, Stati Uniti d'America. - Fontana – 1914 13 ottobre - Miglioramento nella costruzione di fontane e mostre di acquario; grande massa di fluido in moto; Mostra di grande potenza; grande dislocamento di fluido con piccola spesa di energia.

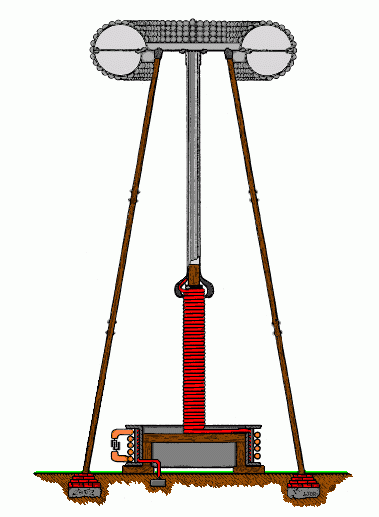
US patent 1,119,732 Terminale libero e circuito di grande superficie con struttura di sostegno ed apparato generatore
.

102 (EN)  US1,119,732, United States Patent and Trademark Office, Stati Uniti d'America. - Apparato per Emettere Energia Elettrica – 1902 18 gennaio - Alta-tensione, nucleo ad aria, trasformatore risonante e auto-rigenerativo; Oscillatore per trasmissione senza fili di energia elettromagnetica; bobina di Tesla.
103 (EN)  US1,209,359, United States Patent and Trademark Office, Stati Uniti d'America. - Indicatore di velocità- 1916 19 dicembre - Miglioramento che usa l'adesione e la viscosità di un mezzo gassoso [preferibilmente l'aria] per misurare la velocità [o misura il momento torcente di trasmissione] tra indicatore e la guida; Durevole; Semplice; Economico; Affidabile.
104 (EN)  US1,266,175, United States Patent and Trademark Office, Stati Uniti d'America. - Parafulmini – 1918 14 maggio - Nuovo e vantaggiosa costruzione di un protettore in accordo col vero carattere dei fenomeni; Corregge l'ipotesi di Beniamino Franklin, e costruzione susseguente, per parafulmini.
105 (EN)  US1,274,816, United States Patent and Trademark Office, Stati Uniti d'America. - Indicatore di velocità – 1918 6 agosto - Tachimetro di cui possiede la caratteristica: Letture linearmente proporzionali di momento torcente; forti effetti torcenti a velocità bassa; non influenzabile da densità atmosferica, temperatura, né le influenze magnetiche; Rigido; Semplice; Economico.
106 (EN)  US1,314,718, United States Patent and Trademark Office, Stati Uniti d'America. - Indicatore di velocità per nave – 1919 2 settembre - Nuovo vantaggiosa costruzione di tachimetro di una nave; Lettura istantanea di nodi o miglio-per-ora.
107 (EN)  US1,329,559, United States Patent and Trademark Office, Stati Uniti d'America. - Condotto valvolare – 1920 3 febbraio- il Miglioramento di mezzi di un condotto o canale caratterizzati da azione valvolare; Condotto ha schermi, interruzioni, proiezioni, ingrandimenti, o secchi che irrigano molto più efficientemente il movimento uno del flusso; Diodo meccanico; Valvola a senso unico senza parti mobili.
108 (EN)  US1,365,547, United States Patent and Trademark Office, Stati Uniti d'America. - Flussometro – 1921 11 gennaio - Relativo al metro di misurazione per la velocità e quantità di flusso fluido.
109 (EN)  US1,402,025, United States Patent and Trademark Office, Stati Uniti d'America. - Frequenzimetro – 1922 3 gennaio - Misurazione della frequenza elettrica e oscillazione periodica elettrica dalla rotazione o contraccambio di un'apparecchiatura electromeccanica.
110 (EN)  US1,655,113, United States Patent and Trademark Office, Stati Uniti d'America. - Metodo di Trasporto Aereo – 1928 3 gennaio - Aeroplano VTOL; Descrive un metodo di decollo verticale e realizzato, transizione ad e da volo orizzontale, e atterraggio verticale, con un rotore inclinabile. Incluso trasporto che consiste nello sviluppare dall'apparecchiatura che spinge una spinta verticale in eccesso del normale, mentre causa con ciò la macchina per sorgere in un approssimativamente direzione verticale, inclinandolo ed aumentando simultaneamente il potere del motore e con ciò la spinta di propulsore, gradualmente riducendo poi la spinta di propulsore come velocità diretta è guadagnata e le prese piane sul carico, mantenendo assennatamente così la forza di sollevamento continuo durante volo, inclinando di nuovo la macchina alla sua posizione originale ed alla stessa durata che aumenta il potere se il motore e spinta del propulsore ed effettuando un atterraggio sotto l'azione cautelata dello stesso. 
111 (EN)  US1,655,114, United States Patent and Trademark Office, Stati Uniti d'America. Apparato per Trasporto Aereo – 1928 3 gennaio - aereo VTOL; Include una correzione.

### Brevetti rinnovati
112 (EN)  US11,865, United States Patent and Trademark Office, Stati Uniti d'America. Metodo per Isolare Conduttori Elettrici – 1900 23 ottobre - Esposizione sull'ipotesi di Faraday di gelare sostanze li fa possedere un livello dielettrico e più alto per isolare conduttori di trasmissione; Miglioramenti nel metodo di Faraday; Metodo di isolare conduttori elettrici che consistono nel circondare o sostenere detti conduttori da un materiale che acquisisce proprietà isolanti quando congelato o si solidifica; Metodo di mantenere un conduttore all'interno di agente di raffreddamento gassoso con applicazione continua di detto agente; Trogolo o condotto con agenti di raffreddamento circolanti.

## Altri paesi
Segue una lista di brevetti depositati in altri paesi: il numero di brevetti è approssimativo e concerne ovviamente soltanto quelli ad oggi conosciuti. Non è una lista esaustiva. Il numero totale può essere incompleto, ed altri paesi potrebbero possedere brevetti ulteriori tuttora ignoti.
| Paese  | Argentina | Australia | Austria | Belgio | Brasile | Canada | Cuba | Danimarca | Francia | Germania | Giappone | India | Inghilterra | Italia |
| Numero | 1         | 5         | 4       | 21     | 2       | 7      | 1    | 3         | 36      | 21       | 1        | 1     | 29          | 11     |

| Paese  | Messico | Norvegia | Nuova Zelanda | Rodesia | Russia | Spagna | Svizzera | Svezia | Transvaal | Ungheria |
| Numero | 1       | 3        | 1             | 1       | 4      | 6      | 4        | 4      | 1         | 7        |

## Anomalie
Nel libro Un uomo fuori dal tempo ci sono riferimenti a brevetti mancanti. Alcuni brevetti di suoi esperimenti sono ignoti alla storia, così come alcune delle note scientifiche e dei fogli concernenti i brevetti di Tesla. Questi, tuttavia, probabilmente sono contenuti negli archivi dell'FBI; i brevetti mancanti, infatti, potrebbero essere fra gli effetti sottoposti a sequestro da agenti statali ed ufficiali delle intelligence militari dopo la morte di Tesla nel 1943.
Per esempio, nei vari registri di brevetto, è registrato che Tesla ricevette il brevetto americano 613,819 per un "Tubo di archiviazione". Tuttavia tale numero ha un riferimento diverso se cercato nell'ufficio di registro brevetti U.S. (dove corrisponde ad un brevetto pubblicato da G. Kelly per una torcia Illuminante").
Da alcuni documenti dello stesso FBI su cui 50 anni dopo fu sciolto il segreto risulta inoltre che per sequestrare l'intero materiale dello scienziato dopo la sua morte il dipartimento avesse impiegato due camion, pieni di macchinari e schedari.